# Tachyeres brachypterus

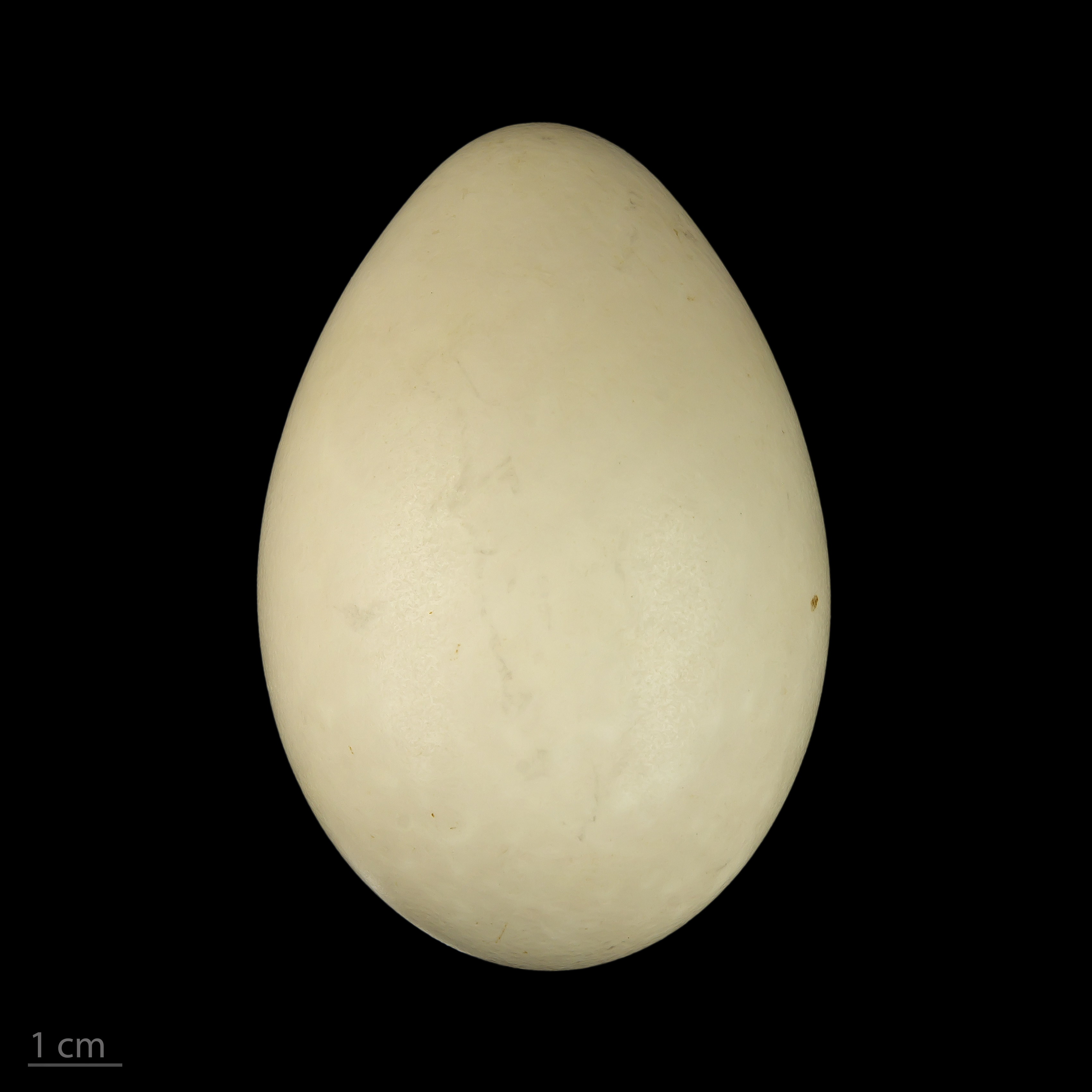
Tachyeres brachypterus

L'anatra vaporiera delle Falkland (Tachyeres brachypterus (Latham, 1790)) è un uccello della famiglia Anatidae, endemico delle isole Falkland.